# Alen Kopunović Legetin
Alen Kopunović Legetin (1974.) hrvatski je katedralni orguljaš i dirigent.

## Životopis
Rođen 1974. godine. Osnovnu i srednju glazbenu naobrazbu stječe u Subotici. Na Muzičkoj akademiji u Zagrebu je 1997. diplomirao orgulje u klasi prof. Ljerke Očić te iste godine dobio Rektorovu nagradu Sveučilišta u Zagrebu. Tijekom studija bio je stalni orguljaš crkve sv. Marka na Gornjem gradu u Zagrebu i Dječačkog sjemeništu na Šalati u Zagrebu. Surađuje sa Zagrebačkom filharmonijom, Simfonijskim orkestrom Hrvatske radiotelevizije, Varaždinskim komornim orkestrom, zborovima (Akademski zbor SKUD-a Ivan Goran Kovačić i Palma iz Zagreba, Slovenski komorni zbor) te eminentnim vokalnim solistima poput Dunje Vejzović. 
Godine 1995. osvojio je drugu nagradu na natjecanju mladih orguljaša "Franjo Dugan" u Zagrebu.  Godine 1998. dobio je u Subotici "Antušovu" nagradu za promicanje kulture bačkih Hrvata. 1998/1999. usavršavao se na Sveučilištu "Mozarteum" u Salzburgu.
Godine 2001. dobiva status samostalnog umjetnika.
Od 1999. do 2016. djeluje u Požegi kao orguljaš i zborovođa u Crkvi sv. Lovre, kao pontifikalni zborovođa i orguljaš u Katedrali te dirigent HKUD-a Vijenac. 
Gostuje kao solist ili uz orkestre (F. Poulenc: Koncert za orgulje i gudače uz Zadarski komorni orkestar; S. Barber: Toccata Festiva i A. Guillmant: Symphonie no.1 uz orkestar Hrvatske vojske), na festivalima kao što su Zagrebački ljetni festival, Glazbene večeri u Sv. Donatu, Rapske večeri, Varaždinske barokne večeri, Osorske glazbene večeri, Makarsko kulturno ljeto, Festival sv. Marka, Ciklus koncerata Orgulje Hefferer. Nastupao u gotovo svim hrvatskim katedralama, a od nastupa u inozemstvu valja istaći koncert u Beču (Schubert Kirche), Budimpešti (Bazilika sv. Matije i Stjepana), Rimu (Bazilika sv. Petra), Beogradu (Katedrala), Kotoru, Subotici (Katedrala), Ljubljani (Dvorana filharmonije) i Cardiffu (St David's Hall), Katedrala u Münchenu. 
Kao dirigent ravnao je izvedbama duhovnih kantata i misa (Bachov Magnificat i Oster-Oratorium, Pergolesijev Stabat Mater, Charpentierov Te Deum, Gounodova Misa Sv. Cecilije, Handelov Psalam 112) te integralnom izvedbom Händelova oratorija Mesija, kojom prigodom je nastupio kao čembalist i dirigent.
Nastupa i kao korepetitor te komorni glazbenik uz instrumentaliste i vokalne soliste, a uspješno surađuje i s muškom klapom Stine za koje aranžira i sklada. Bio je članom žirija županijskih i državnih natjecanja orguljaša. Godine 2010. uručena mu je Godišnja nagrada grada Požege za doprinos glazbenoj kulturi, a 2013. povelja Oratorijskoga društva crkve Svetoga Marka iz Zagreba, kojom je proglašen počasnim članom. Od veljače 2017. godine orguljaš je i zborovođa u župi Blagovijesti Navještenja Gospodinova u Zagrebu.
Kao interpret često snima za fonoarhiv i potrebe Hrvatske radiotelevizije.

## Diskografija
- 2011. – CD »Portret Kraljice«, Croatia Records, CD 5947974[3]
- 2023. – CD »Cantantibus Organis«, Croatia Records, CD 6155552[4]

## Vanjske poveznice

### Sestrinski projekti
|  | Zajednički poslužitelj ima još gradiva o temi Alen Kopunović Legetin |

### Mrežna mjesta
- Zavod za kulturu vojvođanskih Hrvata: Alen Kopunović Legetin, akademski orguljaš i zborovođa  Arhivirana inačica izvorne stranice od 15. kolovoza 2019. (Wayback Machine)
- www.laudato.hr – Alen Kopunović Legetin: "Kroz glazbu, zahvaljujemo Bogu za dar glazbe"  Arhivirana inačica izvorne stranice od 15. kolovoza 2019. (Wayback Machine)
- Discogs – Alen Kopunović Legetin (diskografija)